# Temple Grandin (film)
Temple Grandin – amerykański film dramatyczno-biograficzny z 2010 r. w reżyserii Micka Jacksona. Rolę Temple Grandin w filmie zagrała Claire Danes.